# Debri
Debri (en rus: Дебри) és un poble de l'óblast de Lípetsk, a Rússia, que el 2013 tenia 28 habitants. Pertany al districte rural de Griazi.